# Sailly (Yvelines)
Sailly ist eine Gemeinde im französischen Département Yvelines in der Region Île-de-France. Sie gehört zum Kanton Limay im Arrondissement Mantes-la-Jolie. Sie grenzt im Norden an Aincourt, im Nordosten an Lainville-en-Vexin, im Südosten und im Süden an Brueil-en-Vexin, im Südwesten an Guitrancourt (Berührungspunkt) und Fontenay-Saint-Père und im Nordwesten an Drocourt. Sailly liegt in einem regionalen Naturpark.

## Bevölkerungsentwicklung
| Jahr      | 1962 | 1968 | 1975 | 1982 | 1990 | 1999 | 2008 | 2014 | 2021 |
| --------- | ---- | ---- | ---- | ---- | ---- | ---- | ---- | ---- | ---- |
| Einwohner | 152  | 177  | 134  | 160  | 334  | 349  | 374  | 382  | 340  |

## Sehenswürdigkeiten
Siehe auch: Liste der Monuments historiques in Sailly (Yvelines)

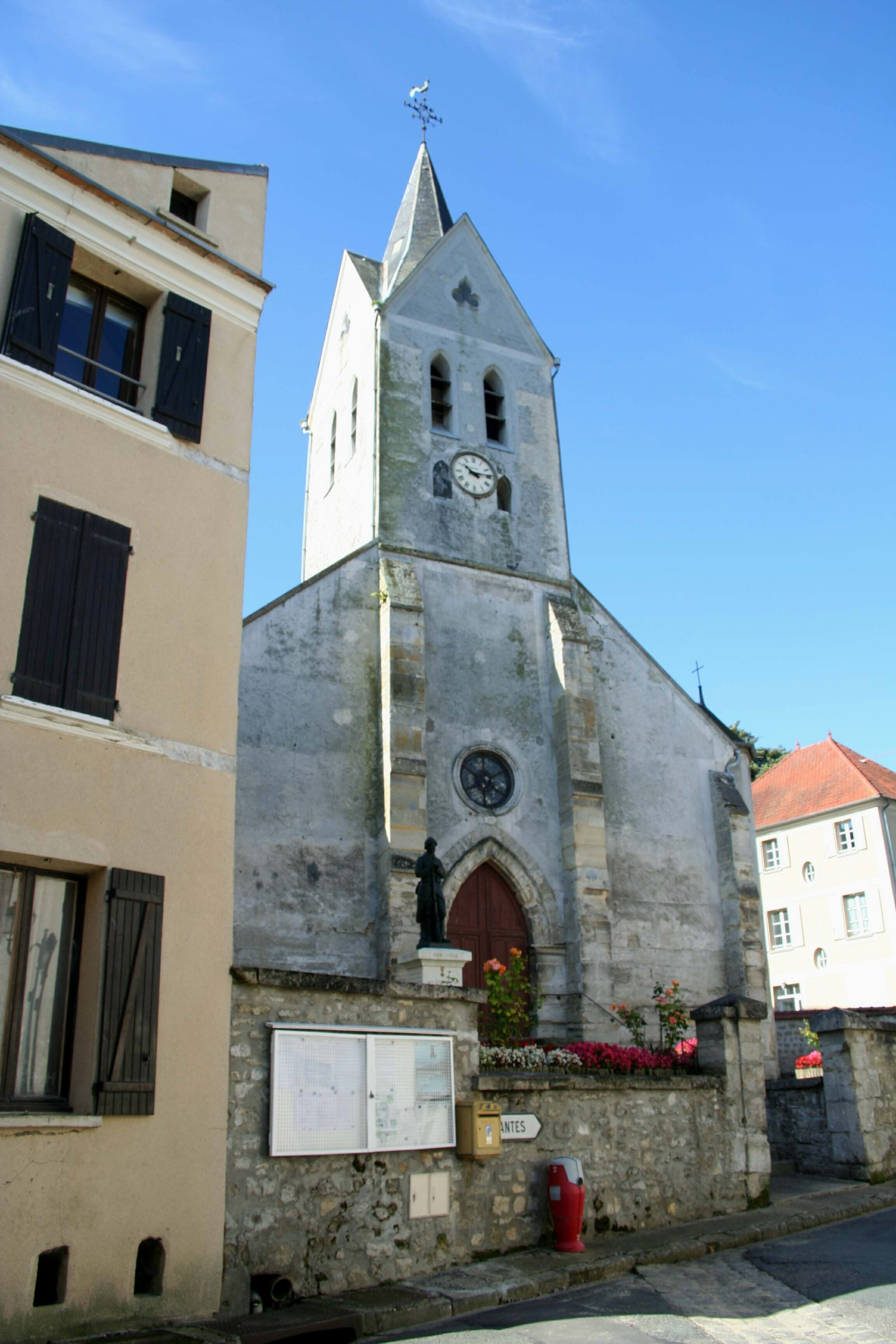
Kirche Saint-Sulpice
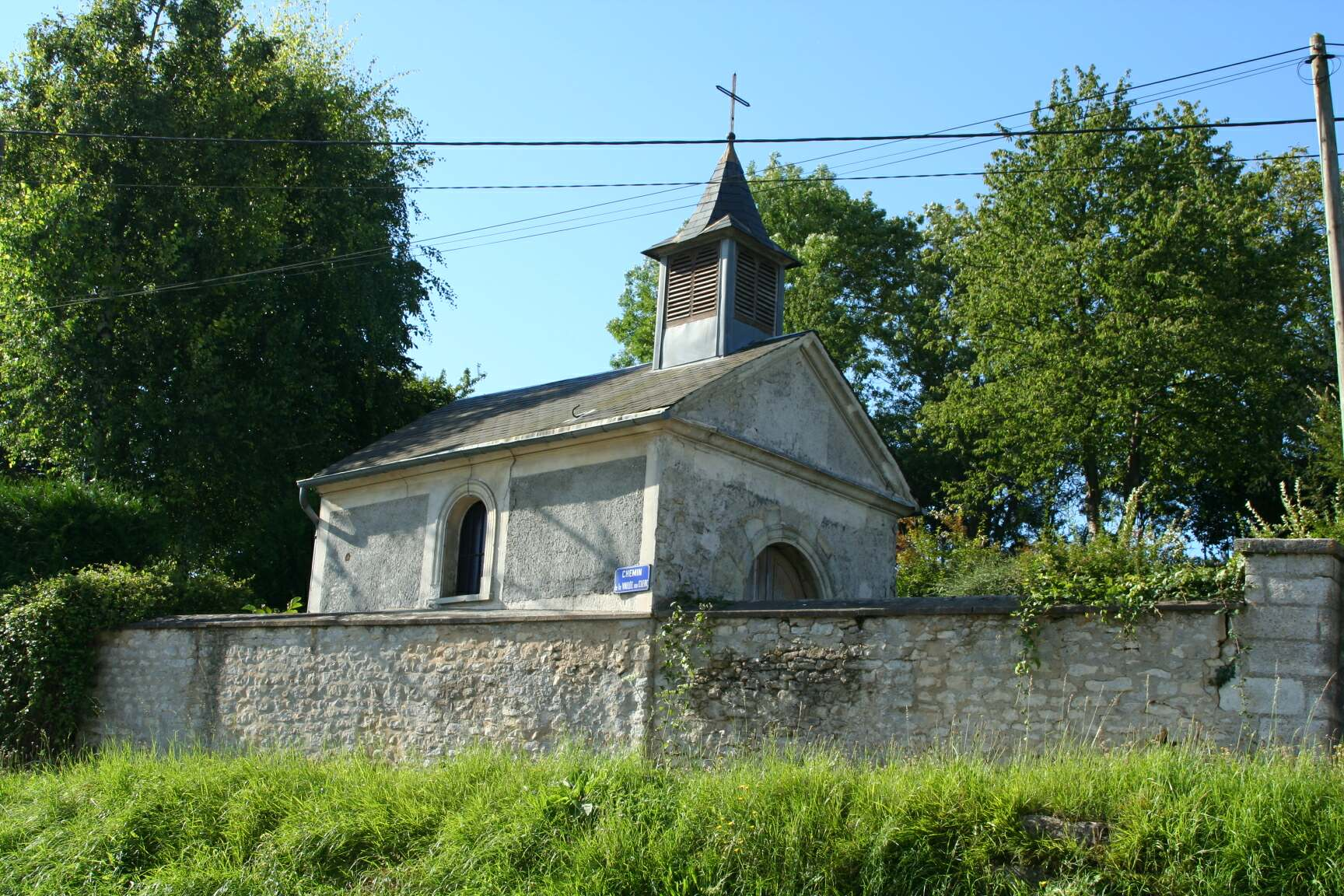
Kapelle
- Kriegerdenkmal
- Lavoir (Waschhaus)

- Kirche Saint-Sulpice
- Kapelle